# Afer Ali Aarrass
Ali Aarrass (àrab: علي أعراس, ʿAlī Aʿrrās) és un ciutadà marroquí-belga pres al Marroc amb càrrecs de terrorisme.
Va ser detingut per primer cop a Espanya a la fi de 2008 i acusat de contraban d'armes, càrrecs dels quals va ser absolt. El desembre de 2010 Espanya el va extradir al Marroc. Segons els informes, a més del judici injust, Aarrass va ser sotmès a tortures i tractes degradants mentre va estar pres al Marroc.
En novembre de 2011, Abdelkader Chentouf, el jutge antiterrorista del Marroc, va sentenciar Aarrass a 12 anys de presó a partir de les confessions obtingudes sota tortura.